# Psychomastax inyo
Psychomastax inyo is een rechtvleugelig insect uit de familie Eumastacidae. De wetenschappelijke naam van deze soort is voor het eerst geldig gepubliceerd in 1959 door Rehn & Grant.